# 森野美咲
森野 美咲（もりの みさき、1985年10月6日 - ）は、日本の女優、タレント。元グラビアモデル、元レースクイーン。
愛知県一宮市出身。本名及び旧芸名は「森川 裕希恵」（もりかわ ゆきえ）。森川 ゆきえ名義での活動時期もあった。
所属事務所はアイモーション。以前はフィットワン、オフィス彩に所属していた。

## 来歴・人物
- 2008年、SUPER GT「TEAM MACH マッハ車検GAL」としてレースクイーンデビュー。翌2009年には、古澤恵と共にSUPER GT「ENEOS GIRLS」（LEXUS TEAM LeMans）を務める[2]。
- 2010年の劇団秦組「月の子供」出演以降は、女優活動に熱心に取り組むようになった。どんな役柄にも挑戦する、貴重な女優でもある。なお、女優と並行してグラビア・モデルとしても美しい写真を残していた。
- 2011年、フィットワンからオフィス彩に移籍したのを機に「森川ゆきえ」から「森野美咲」に改名。2012年9月には「ミスFLASH2013」にエントリーされるが、ファイナリスト進出は果たせなかった。
- 2013年8月、所属事務所をアイモーションに移す[3]。以降は女優業に一本化。
- 趣味は映画鑑賞、野球観戦（横浜DeNAベイスターズファン）、料理。
- 特技は書道（小学生時代に6年間習っていた[4]）、バドミントン。
- 妹が1人いる[5]。
- 2019年、芸名を本名に戻しそれまでの事務所を退所し北京での活動を開始した[6]。

## 出演

### テレビドラマ
- 特命戦隊ゴーバスターズ Misson41「怪盗ピンクバスター!」（2012年12月2日、テレビ朝日） - ブランド好きの女 役
- ダマシバナシ（2015年12月20日、日本テレビ）
- 人形佐七捕物帳（2017年） - 小菊 役

### 映画
- 花鳥籠（2013年11月23日公開、「花鳥籠」製作委員会）- 寧子 役
- 少女椿（2016年5月21日公開、リンクライツ） - 紅悦 役[7]
- アタシラ（2017年）

### 舞台
- 劇団秦組「月の子供」（2010年1月13日 - 17日、大塚萬劇場）
- 劇団プリセタ「コミック」（2010年2月17日 - 22日、北沢駅前劇場）
- 演劇サムライナンバーナイン「立ち尽くすほどの夕方に。」（2010年9月7日 - 12日、シアター911）
- 劇団フリースマイル「一念発起!〜望月家ルームシェア物語〜」（2011年3月4日 - 6日、アドリブ小劇場）
- PU-PU-JUICE「クロス」（2011年12月14日 - 18日、中野テルプシコール） - メグミ 役
- ULPS「エレジー〜父の夢は舞う〜」（2012年2月14日 - 20日、阿佐ヶ谷アートスペース・プロット）
- ULPS「ネズミ狩り」（2012年6月12日 - 17日、ワーサルシアター）
- 「国家 〜偽伝、桓武と最澄とその時代〜」（2013年3月27日 - 31日、新国立劇場 小劇場）
- 万本桜企画「大家族ゲーム」（2013年9月4日 - 8日、千本桜ホール）

### その他
- CR悪代官（2009年、豊丸産業） - 姫 役

## リリース作品

### 写真集
- 9月のクロ猫（2013年11月23日、ワニブックス、撮影：橋本雅司）ISBN 978-4847046001

### DVD
- fitoneガールズ 森島ちあき（2009年1月28日、マジカル） - 喜屋武ちあき、島野亜希子とのコラボ作品[8]
- first impression（2009年2月25日、マジカル） - 森川ゆきえ名義
- 砂丘（2012年1月25日、イーネット・フロンティア） - 杉本彩プロデュース
- Blossom（2012年6月30日、イーネット・フロンティア）